# Стрельба в Еврейском музее, Бельгия
Стрельба в Еврейском музее произошла 24 мая 2014 года в Брюсселе, Бельгия.

## Контекст
4 мая бургомистр коммуны Андерлехт Эрик Томас, поддержанный министром внутренних дел Бельгии Жоэль Мильке, запретил проведение «Диссидентского конгресса» как антисемитского. Организатором конгресса выступил независимый депутат парламента и лидер движения «Бельгийцы, поднимайтесь!» Лоран Луи, пригласивший для участия в конгрессе французского актёра-юмориста Дьедонне Мбала Мбала и социолога Алана Сораля. Они придерживаются антиглобалистских взглядов, настаивают на том, что являются антисионистами, а не антисемитами, недолюбливая государство Израиль и крупные капиталистические структуры.  Еврейские организации назвали мероприятие «праздником ненависти и антисемитизма». Лоран Луи призвал гостей и сочувствующих не сгибаться под давлением чиновников и собраться на месте проведения мероприятия для участия в мирной демонстрации. На его призыв откликнулось почти 500 человек, многие из них пришли семьями, вместе с детьми. Поскольку любые акции, как против, так и в поддержку конгресса были запрещены, полиция разогнала демонстрантов, кидавших в них яйца, применив водомёты. Лоран Луи был вынужден призвать всех разойтись по домам.
Инцидент со стрельбой в Еврейском музее произошёл за 12 часов до того как в Бельгии открылись участки для голосования на выборах в европарламент, в условиях роста популярности националистических партий. В результате этого, националистическая партия «Новый фламандский альянс» (Фландрия) и Социалистическая партия (Валлония) лидировали в своих регионах, набрав около 35% голосов каждая, что привело к подаче прошения об отставке правительства премьер-министром и лидером Социалистической партии Элио Ди Рупо королю Филиппу, который может назначить посредником на переговорах с партиями бургомистра Антверпена и лидера партии «Новый фламандский альянс» — Барта Де Вевера, могущего стать новым премьером.

## Нападение
24 мая 2014 года около 15:50 по местному времени, по первоначальным данным двое неизвестных на автомобиле Audi подъехали к зданию Еврейского музея на Рю де Миним в 100 м от Дворца правосудия в центре Брюсселя, затем один человек вышел из машины, раскрыл рюкзак и открыл огонь из автомата. Стрельба велась как внутри музея, так и около здания. Преступникам удалось скрыться на автомобиле. Район Саблон был оцеплен полицией. По первоначальным данным, погибли четыре человека: семейная пара туристов из Израиля (примерно 50 лет) и двое сотрудников музея (мужчина и женщина), трое были ранены и госпитализированы.
Позже было уточнено, что мужчина—гражданин Бельгии находится в тяжёлом состоянии и через некоторое время он скончался в больнице. Но в 19:00 25 мая прокурор Бельгии опроверг эту информацию, сказав, что пострадавший находится в критическом, но стабильном состоянии.
По окончательным данным в результате нападения погибли: семейная пара из Израиля — Эммануэль и Мириам Рива, 54 и 53 лет (сообщается, что у них остались дочери в возрасте 15 и 16 лет), волонтер Доминик Шабри (60 лет, гражданка Франции). Музейный работник Александр Стренс (24 года, гражданин Бельгии) получил крайне тяжёлые ранения и находится в критическом состоянии. 6 июня Александр Стренс скончался в больнице после нахождения в коме.

## Расследование и суд
Согласно интервью свидетеля газете «Dernière Heure», преступник «произвел пять-шесть выстрелов, а через короткую паузу — ещё полдюжины выстрелов, после чего немедленно скрылся на своей машине». Комиссар полиции брюссельской коммуны Иксель Гидо Ван Вимерш сообщил, что преступник «вышел из автомобиля и открыл огонь по находящимся на улице, после чего сел в машину и скрылся с места преступления», добавив, что один из свидетелей сумел запомнить несколько знаков в номере машины, благодаря чему подозреваемый вскоре был схвачен. Прокурор на пресс-конференции в Брюсселе сообщила о возбуждении дела по статье «убийство», сказав, что:
Была информация, что человек покинул место преступления на автомобиле. Мы его идентифицировали, его задержали и допрашивают как подозреваемого. Но мы пока не знаем, связан ли он напрямую с происшедшим. Был также человек, который убежал с места преступления. Он пока не идентифицирован. Мы надеемся, что изображения, зафиксированные камерами наблюдения, дадут нам больше информации об авторе или авторах. Что касается мотива, у нас мало информации. Всё возможно. Мы знаем, что место преступления, Еврейский музей, заставляет задуматься о антисемитской атаке, но мы не имеем достаточно информации, чтобы сделать такой вывод.
Позже, этот единственный задержанный был отпущен с заменой статуса подозреваемого на свидетеля, так как ранее считалось, что это водитель автомобиля, на котором преступники приехали к музею. Представитель прокуратуры Ин ван Вумерх заявил, что следователи ведут поиск одного человека, который «хорошо вооружён и подготовлен», пояснив, что не может огласить вероятный мотив злоумышленника, так как «никто пока не взял на себя ответственность за эту атаку. Рассматриваются все варианты».
Федеральная полиция опубликовала три видеозаписи, фотографии и описание к ним с призывом ко всем, кто может сообщить какую-либо информацию о преступнике, связаться с правоохранительными органами. На видео изображено, как «атлетически сложенный» мужчина среднего роста в похожей на рубашку одежде голубого цвета, тёмной кепке, тёмных брюках и тёмных ботинках идет по улице с двумя закрытыми тёмными сумками через плечо. На некоторых кадрах видно, что преступник с короткой стрижкой, без бороды в тёмных очках. Зайдя в холл музея, он сначала толкнул входную дверь, затем достал из сумки автомат — «оружие со складным прикладом типа автомата Калашникова», сделал несколько выстрелов, быстро сложил автомат обратно в сумку и, забрав обе сумки, убежал. По некоторым данным, у преступника на груди находилась миникамера GoPro, которой он снимал убийства. Позже, представитель прокуратуры Ин ван Вумерх официально признала стрельбу «террористическим актом», сказав, что «убийца действовал решительно и хладнокровно», вероятно являясь профессиональным киллером и нанятым для исполнения этого теракта.
27 мая уровень террористической угрозы в Бельгии был повышен до максимального (четвёртого), так как имеются опасения, что за одним терактом могут последовать другие. Как сообщила газета «Дерньер эр», преступник избрал своих жертв не случайно, так как двое убитых граждан Израиля, вероятно, являлись сотрудниками израильской разведки «Моссад», которая уже направила в Брюссель экспертов для расследования. Телерадиокомпания RTBF сообщила, что полиция задержала подозреваемого в связи со стрельбой, и его поместили под стражу и допрашивают. Однако, позже телерадиокомпания RTL сообщила, что прокуратура Бельгии действительно задержала подозреваемого, однако он не имеет отношения к теракту. 
28 мая бельгийские СМИ сообщили, что, согласно одной из версий следствия, исполнитель теракта был связан с исламскими организациями, вербующими «джихадистов» на территории Бельгии для последующей их отправки в Сирию.
30 мая при таможенной проверке на железнодорожном вокзале Сен-Шарли в городе Марсель французские полицейские задержали мужчину, у которого был обнаружен автомат Калашникова, револьвер и боеприпасы, завернутые в полотно с надписью «Исламское государство Ирака и Леванта» и сходные с оружием, использовавшемся в вооруженном нападении. Также в его сумках были обнаружены элементы одежды, в частности бейсболка, схожие с теми, что были на неизвестном, открывшем стрельбу. В тот момент этот человек находился в автобусе, следовавшем рейсом Амстердам — Брюссель. Им оказался — 29-летний Мехди Неммуш, гражданин Франции, родом из города Рубэ, принимавший в 2013 году участие в боевых действиях в Сирии на стороне исламистов. Президент Франции Франсуа Олланд заявил, что «этот человек был задержан сразу же после его прибытия во Францию. Он ехал из Бельгии в Марсель», и, что «мы будем вести наблюдение для такими джихадистами, которые возвращаются с чужой войны, и следить за тем, чтобы они не причиняли вреда». Позже, Федеральная прокуратура Бельгии запросила экстрадицию задержанного из Франции.  Прокурор Парижа Франсуа Молен сообщил, что у задержанного следователи обнаружили 40-секундную видеозапись с описанием совершенного теракта — «на записи запечатлено оружие, из которого, предположительно, были убиты люди, а также надпись на арабском языке. За кадром голос объясняет, что данная запись сделана, потому что непосредственно в момент нападения на Еврейский центр портативная камера не сработала», что подтвердил и сам Неммуш, а Молен констатировал, что Неммуш в кадре не появляется, однако первичный анализ голоса позволяет предположить, что ведёт съемку именно он, и признаёт ответственность за теракт. Неммуш числится в базе Главного управления внутренней разведки Франции (DGSI), поскольку в 2013 году он находился в Сирии, где воевал на стороне исламистов. Во Франции он семь раз привлекался к административной, а также уголовной ответственности. С 2007 по 2012 годы он почти всё время провел в заключении по различным делам, и именно во время пребывания в тюрьме его взгляды претерпели кардинальные изменения: он стал приверженцем идеологии радикального ислама, к чему подбивал и остальных заключенных, по некоторым данным он переписывался с мусульманским братством «Санабиль». Через три недели после освобождения Неммуш покинул Францию и направился в Сирию. Как полагают французские следователи, там он примкнул к группировке «Исламское государство в Ираке и Шаме». По некоторым данным Неммуш признал, что именно его «засекла» видеокамера наблюдения у входа в еврейский музей.После ареста подозреваемый был передан на допрос следователям французской разведки, находился в предварительном заключении 96 часов, после чего этот срок был продлён до 3 июня. После этого Мехди Немушу должны быть предъявлены обвинения.
3 июня Мехди Неммушу был продлён срок содержания под стражей. Как сообщил его адвокат, Неммуш отказывается давать показания. 4 июня Мехди Неммуш в обстановке повышенных мер безопасности предстал перед судом в Версале, пригороде Парижа. Согласно европейскому ордеру на арест, Неммуш должен был быть выдан Бельгии, но его адвокат Аполин Пепьезеп поначалу говорил, что Неммуш не будет оспаривать экстрадицию в Бельгию, но после слушания он заявил, что вместе с подзащитным решил не соглашаться на выдачу Бельгии: «Мы хотим, чтобы его судили во Франции, прежде всего, потому что он француз, и, во-вторых, потому что он находится во Франции». Сам Неммуш отказался отвечать на вопросы полиции Франции, а слушания его дела продолжатся в четверг.
26 июня суд Версаля принял решение о экстрадиции Мехди Неммуша в Бельгию. Его адвокат Аполэн Пепьезер сказал, что «мой клиент убеждён, что его должны судить во Франции. Сегодня он также потребовал, чтобы в случае, если его все же передадут бельгийским властям, — гарантировать ему суд именно в Бельгии, а не в какой-либо третьей стране. Этих гарантий он пока не получил». Пепьезер также заявил о намерении опротестовать вердикт суда.
29 июля Мехди Неммуш был экстрадирован в Бельгию.
6 сентября, освобождённый из плена у ИГИЛ, французский журналист Николя Энен опознал Мехди Неммуша как боевика, пытавшего репортеров Джеймса Фоли и Стивена Сотлоффа, позже казнённых ИГИЛ. Энен рассказал, что «когда Неммуш не пел, он избивал людей. Он был одним из небольшой группы граждан Франции среди боевиков, каждый приход которых вызывал ужас у пленников, которых было примерно пятьдесят», и которых держали в импровизированных камерах, а истязали в специальной комнате для допросов, «каждую ночь оттуда доносились звуки побоев, и так продолжалось до утренней молитвы». Адвокат журналиста Мари-Лаура Ингуф сообщила, что и другие бывшие пленники узнали в Неммуше своего мучителя, так как «провели бок о бок с ним по несколько месяцев».
14 сентября состоялось открытие Еврейского музея, но уже с доской в память погибших с надписью на фламандском, французском и английском языках: «Жертвы трусливого убийства». Директор музея Норбер Сиже сказал, что «те, кто хотел заставить нас замолчать, не смог этого добиться». Премьер-министр Бельгии Элио ди Рупо призвал жителей страны посетить музей и таким образом выразить свою поддержку. Президент Бельгийской лиги против антисемитизма Жоэль Рубенфельд отметил, что «работа музея в образовательном направлении очень важна. Надо пытаться объяснить, что такое еврейская культура. Это позволит пролить свет на многие вещи, особенно учитывая нынешний рост мракобесия».

## Международная реакция
- Бельгия:

Министр иностранных дел Бельгии Дидье Рейндерс одним из первых прибыл на место происшествия и был шокирован происходящим, позже написав в Twitter: «Я думаю о жертвах, которых я видел на месте, и об их семьях». В момент стрельбы он находился в одном из кафе в 100 метрах от Еврейского музея. Мэр Брюсселя Иван Майор сообщил, что происшедшее, «вероятно, является терактом» — на это указывает то, что нападение произошло в музее еврейской культуры. Министр внутренних дел Бельгии Жоель Мильке сказала, что все указывает на то, что произошел «террористический акт антисемитского толка»:
Этот человек вышел из автомобиля, оставленного во втором ряду, вошел в ворота Еврейского музея, в котором было много иностранных туристов и других людей, и внезапно начал стрелять. Затем он вышел из музея и скрылся с места происшествия. Последствия этого инцидента очень серьезны – три человека погибли – двое мужчин и женщина, еще одна женщина в критическом состоянии была доставлена в больницу. Мы решили повысить уровень угрозы в отношении мест, где собираются представители еврейского сообщества, что означает постоянное полицейское присутствие во всех этих местах. Инструкции были даны всем полицейским службам. Это касается всей страны, а не только Брюсселя. Нет никаких оснований думать, что существует угроза для безопасности населения завтра на выборах или в других местах.
Премьер-министр Элио Ди Рупо выразил свои соболезнования родственникам пострадавших и заявил, что «для поиска убийцы мобилизовано все, что только могло быть мобилизовано». Позже он позвонил премьер-министру Израиля Биньямину Нетаньяху, выразив своё негодование по поводу обстрела, осудил любые проявления антисемитизма и просил передать соболезнования семьям погибших. Как отметил Нетаньяху, это был единственный звонок от европейских лидеров после трагедии, назвав это симптомом растущего антисемитизма в Европе, 
Председатель Центра по координации еврейских организаций Бельгии Морис Сосновский в эфире радиостанции RTL сообщил, что еврейское сообщество не получало угроз, заметив, что это «первое антиеврейское покушение в Брюсселе со времени Второй мировой войны». По словам президента Европейского центра стратегической разведки и безопасности Клода Монике, «в нынешнем контексте надо иметь в виду, что есть опасные люди, возвращающиеся из Сирии. Это может исходить от людей, которые могут быть близки к "Аль-Каиде". Но расследование только началось, поэтому слишком рано делать прогнозы». Представители Бельгийской лиги против антисемитизма назвали нападение — террористическим актом. Позже, президент Лиги против антисемитизма Джоэл Рубинфельд, сказал, что:
Мы должны помнить, что Европа дала обещание — никогда больше! Но сегодня на улицах встречаются люди, которые не прочь все вновь повторить. То, что такие есть подтверждают этот хладнокровный убийца и совершивший преступление два года назад в Тулузе Мухаммед Мера.
25 мая сотни людей, в том числе французские евреи, а также политические и общественные деятели, собрались перед посольством Бельгии в Париже на митинг против антисемитизма. Серж Кларсфельд, президент Ассоциации потомков евреев, депортированных из Франции, заявил, что «евреям пора покидать Европу и уезжать в Израиль или в Соединённые Штаты. Как показывает опыт Второй мировой войны, единственное решение — это бегство, иначе нас ждет гибель».
- Израиль:

Заместитель пресс-секретаря министерства иностранных дел Израиля Илана Штайн, заявила, что «мы располагаем информацией о том, что в теракте погибли двое туристов из Израиля, которым было около 50 лет», уточнив, что это семейная пара, приехавшая из Тель-Авива в Брюссель.
Премьер-министр Израиля Биньямин Нетаньяху назвал стрельбу результатом антиизраильских настроений и обвинил Европу в разжигании антисемитизма:
Это убийство — результат постоянного подстрекательства против евреев и их государства. Клевета и ложь в отношении Израиля продолжают звучать на земле Европы при том, что систематически игнорируются даже преступления против человечности и убийства, совершаемые в нашем регионе. Нашим ответом на это лицемерие остаются голос правды, борьба с террором и укрепление сил.
Министр иностранных дел Израиля Авигдор Либерман на своей странице в соцсети Facebookпоставил в упрек европейцам призывы бойкотировать израильские товары, регулярно звучащие на фоне недовольства ситуацией на оккупированных палестинских территориях и поселенческой деятельностью еврейского государства, сказав, что:
На протяжении всей истории антисемитизм пережил ряд инкарнаций, но его основа оставалась прежней: ненависть к евреям за то, что они евреи — неважно, живут ли они в Иерусалиме, Тель-Авиве, Ариэле, Хевроне, Брюсселе или на Марсе. Вот почему так называемая «пропалестинская» деятельность, в рамках которой, как в Средние века, призывают бойкотировать «еврейские товары» и предпринимают агрессивные действия против единственной демократии на Ближнем Востоке, является антисемитской активностью в чистом виде, а не легитимной политической полемикой на фоне территориального конфликта, подобного многим другим.
- Европейский Союз:

Председатель Европейской комиссии Жозе Мануэл Баррозу сказал:
Решительно осуждаю этот ужасный акт, который, по видимости, был направлен против религиозного символа в центре европейской столицы. Это было нападение на европейские ценности, которое мы не можем терпеть. Выражаю мои сочувствие и солидарность бельгийскому правительству и народу.
Председатель Европейского парламента Мартин Шульц выразил соболезнования семьям погибших. 
Верховный представитель ЕС по иностранным делам и политике безопасности Кэтрин Эштон выразила соболезнования семьям погибших и солидарность правительству и еврейскому сообществу Бельгии.
Я безоговорочно осуждаю сегодняшнее ужасное нападение в еврейском музее в Брюсселе. Все возможное должно быть сделано, чтобы найти тех, кто осуществил это нападение. Нет места безнаказанности за терроризм.
Президент Европейского еврейского конгресса (ЕЕК) Вячеслав Кантор назвал нападение «ужасающим, но не вызывающим удивление», выразил соболезнования семьям погибших, отметив, что «терроризм всегда выбирает своей целью невинных и беззащитных»:
Мы действительно озабочены постоянной угрозой евреям в Брюсселе и во всей Европе. Правительства европейских стран должны направить нам четкий сигнал о том, что они проявляют нулевую терпимость в отношении антисемитских манифестаций. Уже более двух лет, с момента террористической атаки в еврейской школе в Тулузе, ЕЕК предупреждает, что подобные нападения будут продолжаться, если не будут задействованы дополнительные ресурсы для обеспечения безопасности наших общин, сотрудничества правоохранительных органов и ужесточения наказания. Сколько еще нападений на еврейские учреждения со смертельным исходом должна пережить наша община, пока европейские правительства не начнут серьезно относиться к крепнущей ненависти по отношению к евреям", — продолжил Кантор. "Больше нет времени для слов и банальных фраз. Мы требуем, чтобы наши общины были защищены. Наше основное право как граждан Европы — каждый день жить в полной безопасности.
- Франция:

Президент Франции Франсуа Олланд осудил инцидент в сообщении на сайте Елисейского дворца, сказав, что «антисемитский характер этого акта, стрельбы в Еврейском музее Брюсселя, с намерением совершить убийство, не подлежит никакому сомнению» и является проявлением «ненависти по отношению к еврейской нации», добавив, что человечество должно приложить все усилия для борьбы с антисемитизмом и расизмом.
Министр иностранных дел Франции Лоран Фабиус выразил уверенность в том, что бельгийские власти сделают все необходимое для установления личности виновных и их привлечении к ответственности, подтвердив информацию о гибели француженки:
Я с глубокой скорбью принял сообщение о гибели французской гражданки в результате вчерашнего нападения в Еврейском музее Брюсселя. Приношу родным и близким погибших свои искренние соболезнования.
- Греция:

Вице-премьер, министр иностранных дел Греции Эвангелос Венизелос сказал, что:
От имени греческого председательства в Европейском Союзе выражаю возмущение и скорбь в связи с нападением на Еврейский музей в Брюсселе, в самом сердце столицы Европы, унесшем жизни троих невинных людей. Я передаю искренние соболезнования греческого народа семьям жертв и заявляю о полной солидарности правительству и народу Бельгии. Это открытый акт насилия, антисемитизма и нетерпимости, совершенный во время европейских выборов, направлен против главных ценностей Европейского союза и затрагивает всех европейских граждан.
- Ватикан:

Папа Римский Франциск во время трехдневного визита на Ближний Восток выразил свои соболезнования:
Я глубоко опечален. Давайте продвигать образование, в котором не будет места для антисемитизма или для любой другой формы выражения враждебности, дискриминации и нетерпимости к людям.
- ООН:

Генеральный секретарь ООН Пан Ги Мун через своего представителя выпустил заявление, в котором выразил своё потрясение в связи с инцидентом со стрельбой, осудив терроризм во всех его проявлениях и «все проявления расизма, ксенофобии и нетерпимости», выразив надежду, что правительство Бельгии сделает все возможное, чтобы привлечь виновных к суду.
- ЮНЕСКО:

Генеральный секретарь ЮНЕСКО Ирина Бокова выразила свои соболезнования:
Я решительно осуждаю отвратительное нападение на Еврейский музей в Берлине, в результате которого погибло как минимум три человека. Хотела бы выразить искренние соболезнования и сочувствие семьям погибших. Эта атака против людей стала атакой против символического института, призванного передавать историю иудаизма в Бельгии и Европе и воспитывать культуру. ЮНЕСКО вновь решительно заявляет о полной поддержке институтов, служащих для обмена, воспитания терпимости и борьбы с антисемитизмом.
- НАТО:

Генеральный секретарь НАТО Андерс Фог Расмуссен в Twitter назвал стрельбу в музее шокирующей, написав «я думаю о семьях и близких погибших».